# Jean-Noël Barrot
Pour les articles homonymes, voir Barrot.
Ne doit pas être confondu avec Noël Barrot, son grand-père
Jean-Noël Barrot, né le 13 mai 1983 à Paris 7e (France), est un économiste et homme politique franco-suisse.
Vice-président du Mouvement démocrate (MoDem), dont il est le secrétaire général de 2018 à 2022, il est député de la deuxième circonscription des Yvelines de 2017 à son entrée au gouvernement.
Nommé ministre délégué chargé de la Transition numérique et des Télécommunications le 4 juillet 2022, il est reconduit lors du remaniement du 20 juillet 2023 en tant que ministre délégué chargé du Numérique, fonction qu'il occupe jusqu'à la démission du gouvernement Borne. Entre février et septembre 2024, il est ministre délégué chargé de l'Europe au sein du gouvernement Attal.
Réélu député lors des élections législatives anticipées de 2024, il succède à Jean-Louis Bourlanges à la tête de la commission des Affaires étrangères de l'Assemblée nationale.
Le 21 septembre 2024, il est nommé ministre de l'Europe et des Affaires étrangères du gouvernement Barnier. Le 23 décembre suivant, il est reconduit à cette fonction au sein du gouvernement Bayrou.

## Biographie

### Origines familiales
Petit-fils du résistant démocrate-chrétien puis député de la Haute-Loire Noël Barrot, fils de Jacques Barrot et de Florence Cattani, Jean-Noël Barrot naît le 13 mai 1983 à Paris, dans le 7e arrondissement. Sa  mère est une Suissesse originaire de la région lausannoise. Son père est une figure de la Cinquième République : député centriste de Haute-Loire pendant une trentaine d'années, ministre de plusieurs gouvernements du centre et de la droite, il est devenu vice-président de la Commission européenne de 2004 à 2009 et membre du Conseil constitutionnel de 2010 à 2014. Sa sœur cadette Hélène Barrot est, en 2022, directrice de la communication de Uber pour les marchés ouest et sud-européens.

### Parcours académique
Diplômé de HEC Paris (master « Grande École ») en 2007, après des classes préparatoires économiques et commerciales au lycée Henri-IV, Jean-Noël Barrot est également titulaire d’un master « gouvernance économique » de Sciences Po Paris obtenu en 2008, ainsi que d'un master en sciences économiques de l'École d'économie de Paris (2008).
Jean-Noël Barrot obtient un doctorat en sciences de gestion en 2012, pour avoir soutenu une thèse d'économie financière sous la direction de David Thesmar à HEC Paris. En 2013, il est nommé professeur assistant de finance à la Sloan School of Management du Massachusetts Institute of Technology (MIT), puis professeur associé en 2017. Il cesse ses activités d'enseignement à la Sloan School of Management en 2017 et, en 2018, rejoint HEC Paris comme professeur associé.
Ses travaux de recherche portent sur le financement des entreprises et de l'innovation, sur les réseaux de production et le crédit inter-entreprises et sur l'interaction entre les marchés de capitaux et les marchés de biens et de services[réf. souhaitée].

### Parcours politique
Élu conseiller départemental du canton d'Yssingeaux (autrefois représenté par son grand-père et son père) en 2015 sous l'étiquette MoDem et en tandem avec la conseillère sortante Madeleine Dubois, Jean-Noël Barrot est candidat aux élections législatives de juin 2017 dans la deuxième circonscription des Yvelines sous l'étiquette La République en marche (LREM) avec le soutien du MoDem, à l'issue desquelles il est élu député avec 58,3 % des voix.
En février 2018, il devient porte-parole du MoDem, en tandem avec Sarah El Haïry. Il succède à Yann Wehrling comme secrétaire général du MoDem le 12 décembre 2018.
Il est lauréat (promotion 2020) du programme « Young Leaders » de la French-American Foundation.
Le 4 janvier 2021, il est chargé par le Premier ministre Jean Castex d'une mission de six mois auprès du ministre de l'Économie et des Finances Bruno Le Maire, ayant pour objet l'accompagnement de la sortie de crise et le rebond économique des territoires.
Avec Aurore Bergé en juin 2021, il est tête de liste pour le département des Yvelines dans le cadre des élections régionales en Île-de-France au nom de la liste « majorité présidentielle » de Laurent Saint-Martin. Il est élu conseiller régional d'Île-de-France le 27 juin 2021 et rejoint le conseil d'administration d'Île-de-France Mobilités (IDFM)[source insuffisante].
Il est réélu député lors des élections législatives de 2022.
Le 4 juillet 2022, il est nommé ministre délégué auprès du ministre de l'Économie, des Finances et de la Souveraineté industrielle et numérique, où il est chargé de la Transition numérique et des Télécommunications dans le gouvernement Borne,, prenant ainsi le même titre que son prédécesseur Cédric O du gouvernement Castex, alors que le poste était vacant dans le gouvernement Borne. Bien que peu connu pour son action dans le secteur, sa nomination permet de donner des gages à son parti, le MoDem, au sein de la majorité.
Le lendemain, 5 juillet, il envisage de se décharger des dossiers concernant Uber, sa sœur occupant le poste de directrice de la communication de cette entreprise. L'enquête journalistique des Uber Files est publiée le 10 juillet suivant,.
Sa suppléante Anne Grignon qui l'avait remplacé au Palais-Bourbon démissionne quelques jours plus tard à la suite d'un recours devant le Conseil constitutionnel présenté par un de ses concurrents aux législatives. Ce recours relève une infraction au Code électoral qui interdit à un « remplaçant d'un membre d'une assemblée parlementaire » (en l’occurrence Anne Grignon était déjà suppléante au Sénat) de se présenter comme suppléant d'un député. En effet, Anne Grignon avait été candidate en seconde position sur la liste LREM lors des élections sénatoriales de septembre 2017 dans les Yvelines. Non élue, elle était de fait devenue la remplaçante possible de son colistier qui avait été élu, Martin Lévrier, notamment en cas de démission ou mort de celui-ci. Cela provoque en conséquence une législative partielle qui se déroule début octobre 2022. Barrot est à nouveau candidat avec comme suppléante cette fois Anne Bergantz, qui doit siéger à sa place en cas de victoire. Le 2 octobre 2022, il arrive en tête du premier tour avec 42,29 % des voix devant la candidate de la NUPES Maïté Carrive-Bedouani (18,60 %) et le candidat Les Républicains Pascal Thévenot (17,80 %), dans un scrutin marqué par une faible participation (seulement 26,67 % des inscrits).
Barrot est à nouveau réélu dans sa circonscription des Yvelines lors des élections législatives anticipées de 2024, qui se tiennent après dissolution de l'Assemblée nationale par le président de la République. Le 20 juillet suivant, il est élu président de la commission des Affaires étrangères de l'Assemblée nationale.
Le 21 septembre, il est nommé ministre de l'Europe et des Affaires étrangères dans le gouvernement Barnier.
Dès sa nomination, Barrot participe à l'Assemblée générale des Nations unies à New York. Puis, il part au Liban alors que la capitale du pays, Beyrouth, est la cible d'une campagne de bombardements israëliens. Le ministre prévoit de rencontrer les autorités libanaises pour leur apporter un soutien humanitaire.
À la suite de la motion de censure du 4 décembre contre le gouvernement Barnier, Barrot est reconduit le 23 décembre dans ses fonctions au sein du gouvernement Bayrou

## Synthèse des résultats électoraux

### Élections législatives
| Année | Parti  | Parti | Circonscription | 1er tour | 1er tour | 1er tour | 2d tour | 2d tour | 2d tour |
| Année | Parti  | Parti | Circonscription | Voix     | %        | Rang     | Voix    | %       | Issue   |
| ----- | ------ | ----- | --------------- | -------- | -------- | -------- | ------- | ------- | ------- |
| 2017  |        | MoDem | 2e des Yvelines | 21 581   | 43,84    | 1er      | 23 361  | 58,30   | Élu     |
| 2022  | 17 391 | MoDem | 2e des Yvelines | 34,88    | 1er      | 28 559   | 64,27   | Élu     |         |
| 2024  | 22 500 | MoDem | 2e des Yvelines | 35,01    | 1er      | 43 607   | 72,62   | Élu     |         |

### Élections départementales
| Année | Parti | Parti | Canton              | Colistier        | 1er tour | 1er tour | 1er tour | Issue |
| Année | Parti | Parti | Canton              | Colistier        | Voix     | %        | Rang     | Issue |
| ----- | ----- | ----- | ------------------- | ---------------- | -------- | -------- | -------- | ----- |
| 2015  |       | UMP   | Canton d'Yssingeaux | Madeleine Dubois | 2 636    | 52,90    | 1er      | Élu   |

## Synthèse des mandats

### Conseiller départemental
Jean-Noël Barrot est conseiller départemental de Haute-Loire pour le canton d’Yssingeaux :
- du 2 avril 2015 au 30 novembre 2017[34].

### Député
Jean-Noël Barrot est député de la deuxième circonscription des Yvelines :
- du 21 juin 2017 au 21 juin 2022 ;
- du 22 juin au 4 août 2022 ;
- du 10 octobre au 9 novembre 2022 ;
- du 8 juillet au 21 octobre 2024.

### Conseiller régional
Jean-Noël Barrot est conseiller régional d’Île-de-France (élu sur la liste de Laurent Saint-Martin), pour le département des Yvelines :
- depuis le 2 juillet 2021.

## Décorations
- Ordre du prince Iaroslav le Sage (2025,  Ukraine)